# Conothraupis
Conothraupis és un gènere d'ocells de la família dels tràupids (Thraupidae).

## Taxonomia
Segons la Classificació del Congrés Ornitològic Internacional (versió 14.2, 2024) aquest gènere està format per dues espècies:
- Conothraupis speculigera - tàngara blanc-i-negra.
- Conothraupis mesoleuca - tàngara becgrossa.